# Skákavka mravenčí
Skákavka mravenčí (Myrmarachne formicaria) je druh pavouka z čeledi skákavkovití. Vyskytuje se i v České republice. Je charakteristická tím, že napodobuje zjevem i chováním mravence.

## Popis
Skákavka mravenčí se snaží vypadat jako mravenec, což se označuje jako myrmekomorfie. Je u ní patrný výrazný pohlavní dimorfismus. Samec je o něco větší (6-8 mm) než samice (5-6 mm), což je způsobeno hlavně tím, že má velké, dopředu vytrčené, shora zploštělé chelicery. Stopka je poměrně výrazná, zadeček je oválný jako u mravenců. Hlavová část je zřetelně oddělená od hrudní části hlavohrudi. Zbarvení kolísá od rezavé, přes hnědou až po černou.

## Výskyt
Skákavka mravenčí je palearktický druh, v ČR je poměrně vzácná, je možno ji nalézt hlavně na jižní Moravě a v Polabí. Jedná se o jediný druh rodu Myrmarachne, který se vyskytuje mimo tropické oblasti. Ve světě bylo dosud určeno celkem 222 druhů tohoto rodu. Žije v nížinách, v místech s řídkou vegetací. Dává přednost prosluněným stepím, lesostepím a mokřadům.

## Život
Skákavka mravenčí se snaží napodobovat mravence nejen svým vzezřením ale i svých chováním. Žije v blízkosti mravenišť, pohybuje se jako mravenec (nohy prvního páru má zdvižené jako tykadla), ale mravence nezabíjí. Útočí na jinou kořist, např. mouchy nebo chvostoskoky. Myrmekomorfie jí slouží jako ochrana před predátory. Pokusy např. zjistily, že tropické druhy rodu Myrmarachne nejsou napadány skákavkou pavoukožravou, která jinak útočí na většinu ostatních skákavek. Jako úkryt a k přezimování využívá často prázdné ulity plžů nebo si zhotovuje malou rouru ze stočených listů a zpevňuje ji pavučinou.

## Galerie

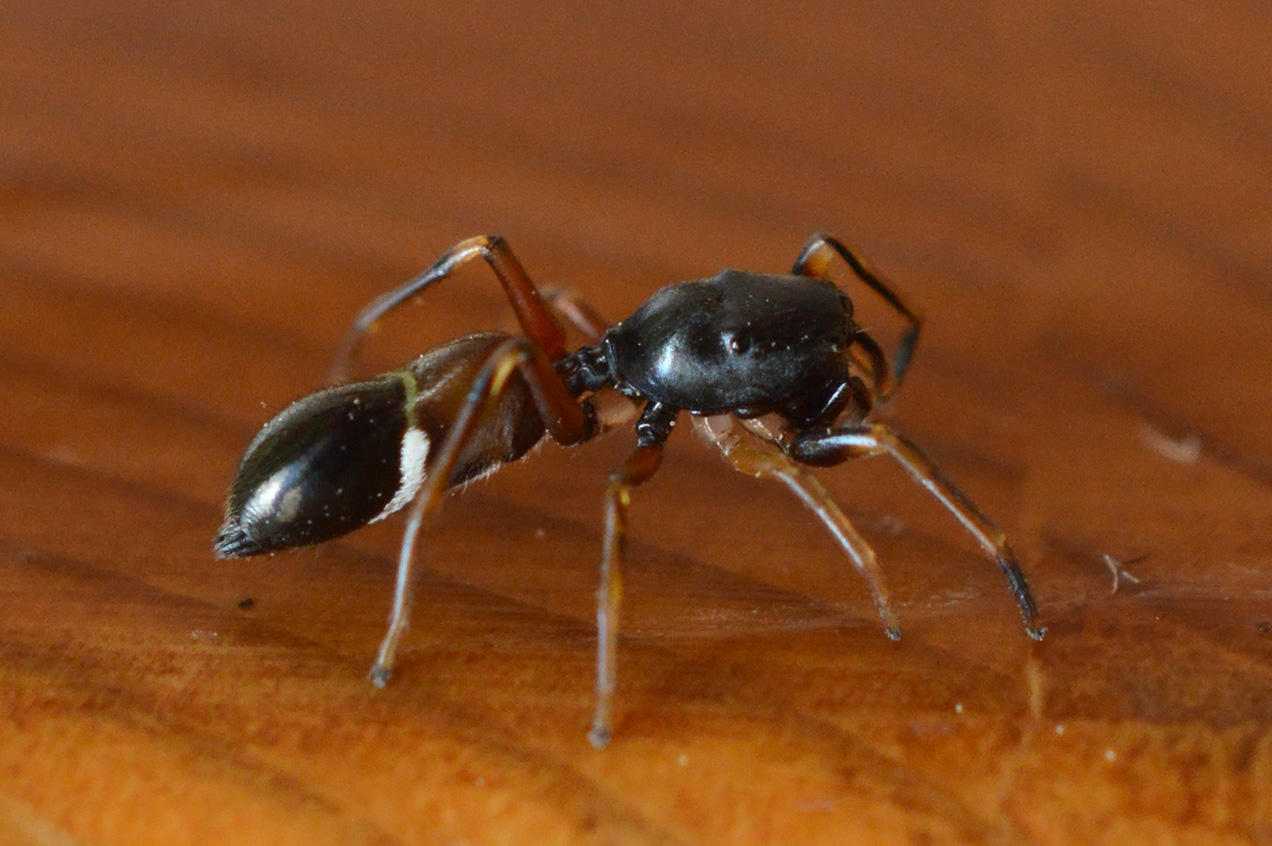
Samička
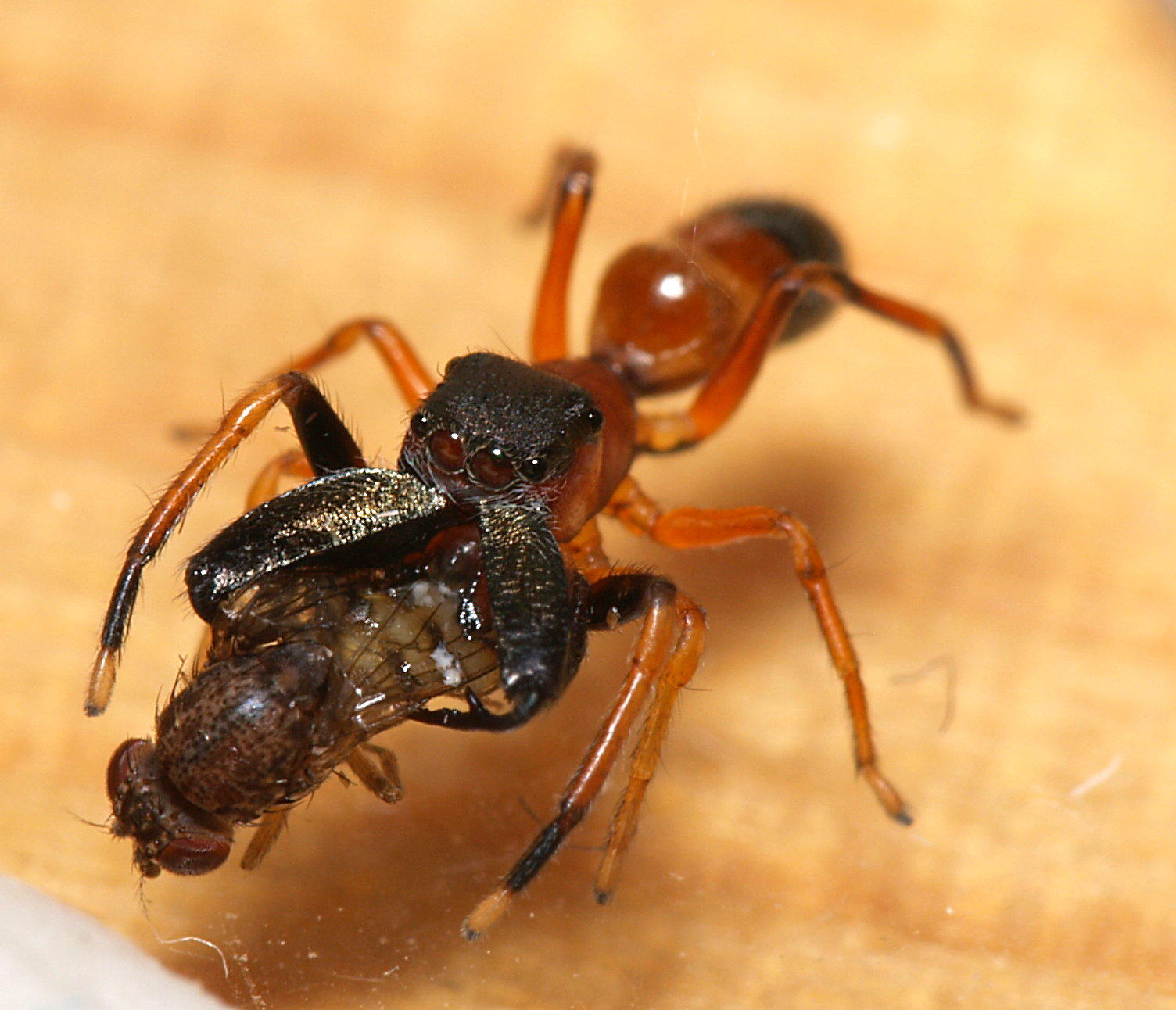
Samec s ulovenou mouchou
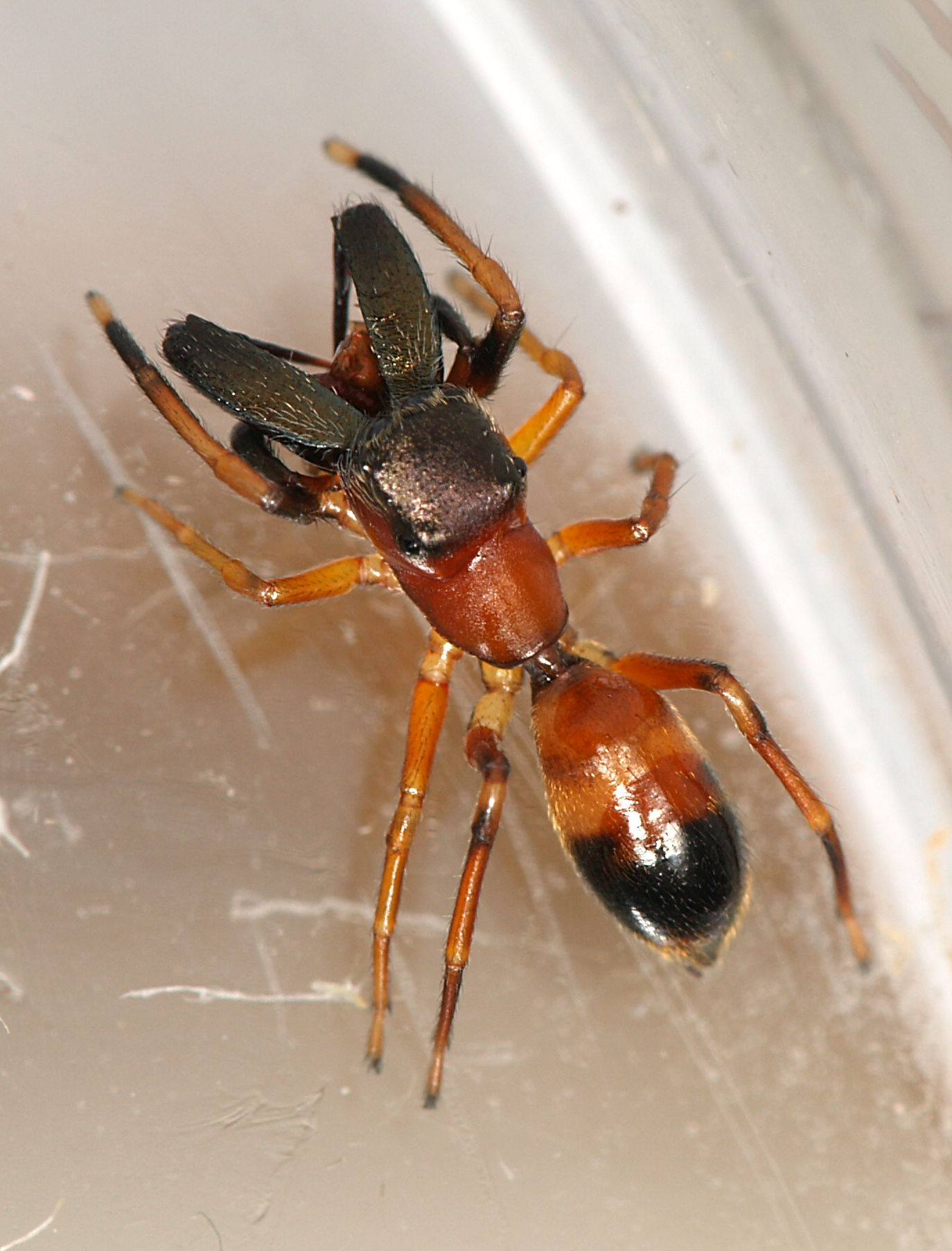
Pohled na uspořádání těla shora